# Tijdeman-tétel
A számelméletben a Tijdeman-tétel azt állítja, hogy véges sok egymás után következő hatványszám van, vagyis az {\displaystyle y^{m}=x^{n}+1} exponenciális egyenlet megoldásszáma véges, ha n és m is nagyobb, mint 1.
A tételt a holland Robert Tijdeman látta be 1976-ban a transzcendenciaelmélet Baker módszerével, ami minden x, y, m és n-re az exp exp exp exp 730 korlátot adta.
A Tijdeman-tétel bizonyítása nyomán Preda Mihăilescu nekiállt belátni a Catalan-sejtést, amiből következik, hogy a Tijdeman-tétel egyenletének egyetlen megoldása van, a 9=8+1.
A tételben fontos, hogy egymást követő hatványszámokról van szó. Az {\displaystyle y^{m}=x^{n}+k\ } egyenlet máig nyitott probléma; ez az általánosított Tijdeman-sejtés. Ez következne a Pillai-sejtésből (1931), ami azt állítja, hogy az {\displaystyle Ay^{m}=Bx^{n}+k} egyenlet megoldásainak száma véges. A Pillai-sejtés pedig következne az abc-sejtésből.